# Daydreaming (Massive Attack)
Daydreaming è un singolo del gruppo musicale britannico Massive Attack, pubblicato il 15 ottobre 1990 come primo estratto dal primo album in studio Blue Lines.
Il brano ha visto la partecipazione vocale della cantante Shara Nelson.

## Tracce
Testi e musiche di Robert Del Naja, Grant Marshall, Andrew Vowles, Adrian Thaws e Wally Badarou, eccetto dove indicato.
CD singolo (Regno Unito), 12" (Francia, Germania, Italia, Regno Unito)
1. Daydreaming – 4:12
2. Daydreaming (Instrumental) – 4:45
3. Any Love (2) – 4:16 (David Wolinski)

MC (Regno Unito), 7" (Francia, Germania, Regno Unito)
- Lato A

1. Daydreaming – 4:12

- Lato B

1. Daydreaming (Instrumental) – 4:45

12" (Regno Unito) – Blacksmith Remixes
- Lato A

1. Daydreaming (Luv It Mix) – 5:27

- Lato B

1. Daydreaming (Brixton Bass Mix) – 5:22
2. Daydreaming (Luv It Dub) – 5:26

## Formazione
Musicisti
- Massive Attack – voce
- Shara Nelson – voce

Produzione
- Massive Attack – produzione, missaggio
- Jonny Dollar – produzione, missaggio
- Jeremy Allom – assistenza tecnica

## Classifiche
| Classifica (1990) | Posizione massima |
| ----------------- | ----------------- |
| Regno Unito       | 81                |